# Hanumanayakanahalli, Malur
Hanumanayakanahalli là một làng thuộc tehsil Malur, huyện Kolar, bang Karnataka, Ấn Độ.